# Szirok
A szirok (oroszul: сырок), vagy tvorozsnij szirok (творожный сырок), glazirovannij szirok (глазированный сырок), teljes nevén glazirovannij sokoladom tvorozsnij szirok (глазированный шоколадом творожный сырок; csokoládémázzal bevont túró) Oroszországban készített túródesszert, róla mintázták a magyar Túró Rudit.

## Leírása
A Goszt R 52790-2007 rendelet alapján a szirok külső megjelenése változatos lehet, lehet téglalap alakú, ovális, gömb vagy más formájú. A túrómasszát csokoládé- vagy kakaós mázzal vonják be úgy, hogy annak felülete sima és sértetlen legyen és ne tapadjon a csomagoláshoz. Különféle ízvilágban és töltelékkel gyártható, hűtött illetve fagyasztott változatban. Zsírtartalma 5 és 26% közötti lehet.

## Története
Egyes források szerint már a 19. század végén ismerték az Altaj környékén, más források szerint az 1930-as években kezdték el készíteni a Szovjetunióban. Az 1950-es években tömeggyártásba fogtak, kétféle ízben lehetett kapni, vaníliás és kakaós változatban, egészen 1995-ig, amikor is bővült a termékpaletta sokféle ízzel. A Szovjetunió összeomlásakor egy rövid időre sok helyen hiány alakult ki, csak a balti országok gyártói készítették, akik megőrizték a szovjet gyártási technológiát. Fokozatosan azonban újra elindult a gyártás Oroszországban is, szinte minden tejipari vállalatnak lett saját szirokmárkája és új fajtákat is piacra dobtak, például ostyával vagy keksszel készülteket. A verseny azonban minőségromláshoz vezetett, ami miatt az érdeklődés a szirok iránt megcsappant, így a gyártók ismét a minőségre kezdtek koncentrálni.

## Hasonló termékek

### Európában
A Szovjetunió utódállamai is gyártanak csokoládéval bevont túrós desszertet, így a balti államokban is találhatunk ilyen jellegű termékeket. Észtországban több márkanév alatt forgalmazzák a túrós desszerteket (kohuke, glasuurkohuke), itt a Balbiino termék például Vanilla Ninja-reklámmal volt látható. Lettországban is készül túrós desszert, itt kétrétegű (például kakaós-vaníliás) példányok is előfordulhatnak. Ismert márka például a Baltais. Bár az alapvető követelményeknek nem felel meg (nincs csoki rajta), de távoli rokonként megemlíthető a karamellbevonatú túróhasáb is.
Az osztrák Landfrisch cég is elkezdte a maga – bevallottan a magyar Túró Rudiról másolt – túródesszertjét forgalmazni Landfrisch Rudi néven. A Landfrisch Rudi a magyar elődhöz hasonlóan csokoládébevonatú, de édesebb, mert nincs benne citrom. A natúr túróízűn kívül kókuszos és vaníliás változatban is kapható, a 2005-ös Anuga élelmiszeripari vásáron innovációs díjjal tüntették ki.
Németországban Berlinben gyártják a „Quarki” márkanevű termékcsaládot.
A Friesland Európa több országában a Dots márkanevet vezette be a magyar Pöttyös analógiájára. A magyar név azért nem tartható, mert a piackutatások szerint az ékezetes betűk a vásárlók többségében nem megbízható, török árukat idéznek.[forrás?] Szlovákiában is ők forgalmazzák a terméket, kicsit édesebb töltelékkel és tejcsoki bevonóval Dots márkanév alatt, a magyarországihoz hasonló csomagolásban. Csehországban a Danone forgalmazott hasonló édességet Duett Rudi néven.
Lengyelországban Danio Batonik néven a Danone forgalmazta a hazánkban Danone Túró Rudi néven ismert terméket.

### Ázsiában
Japánban a litván Svalya márka fagyasztott termékét lehet kapni egyes üzletekben.
Kínában (a Hello Kittyre utalva) Túró Kiittyy néven akarták forgalmazni az édességet, 2008. október 16-án avatták fel az üzemet, napi százezer darabos mennyiséget terveztek. Ugyanakkor az engedélyeket nem sikerült beszereznie a cégnek, a marketingkampány is elmaradt, a felvett hitelt pedig nem fizették vissza.